# Маяк Бюссе
Маяк Бюссе (Буссе) (ранее посёлок Маяк Бюссе, с 2002 по 2011 маяк Бюссе) — маяк (населённый пункт при маяке) в Хасанском районе Приморского края, входит в Славянское городское поселение. Расположен на полуострове Брюса, на мысе Брюса. Связан с посёлком Славянка автомобильной дорогой длиной 6 км.
Назван в честь Николая Васильевича Буссе (1828—1866), участника Амурской экспедиции (1849—1855), военного губернатора Амурской области.

## История
Дата основания посёлка — 1895 год, строительство маяка началось в 1907 году и было закончено только в 1913 году..

## Население

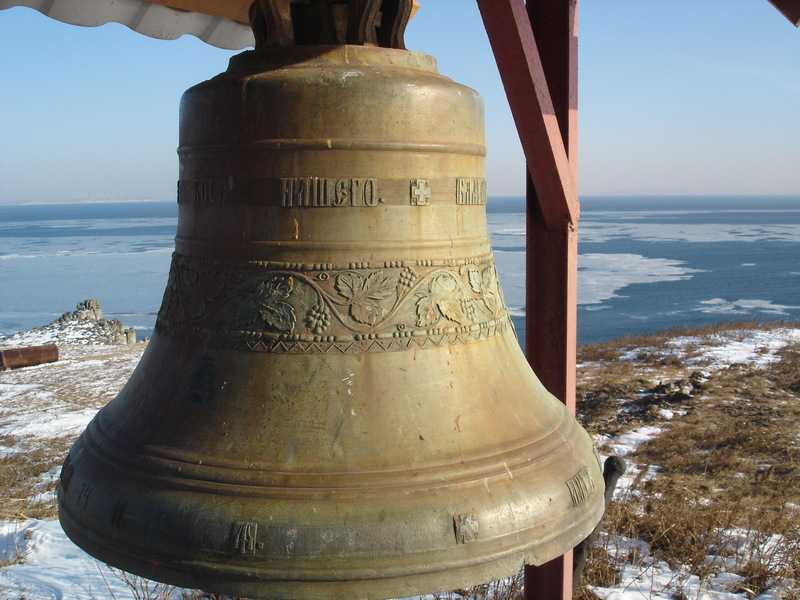
Рында на маяке. Отлита в 1890 году

| 2002 | 2005 | 2010 |
| ---- | ---- | ---- |
| 5    | ↗7   | ↘5   |